# Cerastium annae
Cerastium annae là loài thực vật có hoa thuộc họ Cẩm chướng. Loài này được I.V.Sokolova mô tả khoa học đầu tiên năm 1990.